# Gennadi Kryuçkin
Gennadi Vladimiroviç Kryuçkin (azeri: Gennadi Vladimiroviç Kryuçkin ; russisk: Геннадий Владимирович Крючкин tr. Gennadij Vladimirovitj Krjutkin) (født 22. oktober 1958 i Spasskij) er en aserbajdsjansk tidligere roer.

## Rokarriere
Kryuçkin stillede op for VS Baku. Ved OL 1980 i Moskva stillede han op for Sovjetunionen sammen med Viktor Pereverzev og styrmand Aleksandr Lukjanov i toer med styrmand, og de blev nummer to i deres indledende heat efter storfavoritterne fra DDR. Den sovjetiske båd sikrede sig dog en finaleplads efter at have vundet opsamlingsheatet, og i finalen var den østtyske båd igen hurtigst, men dog ikke så overlegne som i indledende heat. Det blev til guld til DDR, sølv til den sovjetiske båd, mens den jugoslaviske fik bronze.
I 1983 vandt Kryuçkin og Pereverzev VM-sølv i toer uden styrmand for Sovjetunionen, og i 1985 var de skiftet til firer uden styrmand og vandt også her VM-sølv.
Kryuçkin deltog også ved OL 1992 i Barcelona som repræsentant for SNG. Her roede han firer med styrmand og var med til at blive nummer seks.

## OL-medaljer
- 1980:  Sølv i toer med styrmand